# Lijst van senatoren uit Vermont

Zegel van de staat Vermont

Dit is een lijst van de senatoren voor de Amerikaanse staat Vermont. De senatoren voor Vermont zijn ingedeeld als Klasse I en Klasse III. De twee huidige senatoren voor Vermont zijn: Bernie Sanders een onafhankelijk politicus (lid van de fractie van de Democratische Partij) en senator sinds 2007 de (senior senator) en 
Peter Welch van de Democratische Partij senator sinds 2023 de (junior senator). 
Prominenten die hebben gediend als senator voor Vermont zijn onder anderen: Moses Robinson (eerder president van de Republiek Vermont), Nathaniel Chipman (eerder rechter voor het Hof van Beroep van Vermont), George Edmunds (Republikeins partijleider in de senaat van 1885 tot 1891), Redfield Proctor (eerder minister van Oorlog), Warren Austin (Republikeins partijleider in de senaat van 1940 tot 1941 en later ambassadeur), Ralph Flanders (prominent ondernemer), Bernie Sanders (langst dienend onafhankelijk Amerikaans politicus), Elijah Paine (later rechter voor het Hof van Beroep van Vermont), Samuel Prentiss (later rechter voor het Hof van Beroep van Vermont), Ernest Gibson II (later rechter voor het Hof van Beroep van Vermont).
Elf senatoren voor Vermont zijn ook gouverneur van Vermont geweest: Isaac Tichenor, Israel Smith, Redfield Proctor, John Wolcott Stewart, Carroll Page, Robert Stafford, William Adams Palmer, Samuel Crafts, William Dillingham, Ernest Gibson en George Aiken. 

## Klasse I
| Nr.    | Senator voor Vermont Senator from Vermont | Senator voor Vermont Senator from Vermont | Senator voor Vermont Senator from Vermont | Ambtstermijn      | Ambtstermijn      | Partij(en)   | Verkiezing(en) |
| ------ | ----------------------------------------- | ----------------------------------------- | ----------------------------------------- | ----------------- | ----------------- | ------------ | -------------- |
| 1      |                                           | Moses Robinson                            | Moses Robinson (1741–1832)                | 16 oktober 1791   | 16 oktober 1796   | DR           | 1791           |
| Vacant |                                           |                                           |                                           |                   |                   |              | 1791           |
| 2      |                                           | Isaac Tichenor                            | Isaac Tichenor (1754–1838)                | 18 oktober 1796   | 17 oktober 1797   | F            | 1796 (1)       |
| 2      | 1796 (2)                                  | Isaac Tichenor                            | Isaac Tichenor (1754–1838)                | 18 oktober 1796   | 17 oktober 1797   | F            |                |
| 3      |                                           | Nathaniel Chipman                         | Nathaniel Chipman (1752–1843)             | 17 oktober 1797   | 4 maart 1803      | F            | 1797           |
| 4      |                                           |                                           | Israel Smith (1759–1810)                  | 4 maart 1803      | 1 oktober 1807    | DR           | 1802           |
| Vacant |                                           |                                           |                                           |                   |                   |              | 1802           |
| 5      |                                           |                                           | Jonathan Robinson (1756–1819)             | 10 oktober 1807   | 4 maart 1815      | DR           | 1807           |
| 5      | 1808                                      |                                           | Jonathan Robinson (1756–1819)             | 10 oktober 1807   | 4 maart 1815      | DR           |                |
| 6      |                                           | Isaac Tichenor                            | Isaac Tichenor (1754–1838)                | 4 maart 1815      | 4 maart 1821      | F            | 1814           |
| 7      |                                           | Horatio Seymour                           | Horatio Seymour (1778–1857)               | 4 maart 1821      | 4 maart 1833      | DR (1821–28) | 1821           |
| 7      | 1827                                      | Horatio Seymour                           | Horatio Seymour (1778–1857)               | 4 maart 1821      | 4 maart 1833      | DR (1821–28) |                |
| 7      | NR (1828–33)                              | Horatio Seymour                           | Horatio Seymour (1778–1857)               | 4 maart 1821      | 4 maart 1833      |              |                |
| 8      |                                           | Benjamin Swift                            | Benjamin Swift (1781–1847)                | 4 maart 1833      | 4 maart 1839      | NR (1833)    | 1833           |
| 8      | W (1833–39)                               | Benjamin Swift                            | Benjamin Swift (1781–1847)                | 4 maart 1833      | 4 maart 1839      |              | 1833           |
| 9      |                                           | Samuel Phelps                             | Samuel Phelps (1793–1855)                 | 4 maart 1839      | 4 maart 1851      | W            | 1838           |
| 9      | 1845                                      | Samuel Phelps                             | Samuel Phelps (1793–1855)                 | 4 maart 1839      | 4 maart 1851      | W            |                |
| 10     |                                           | Solomon Foot                              | Solomon Foot (1802–1866)                  | 4 maart 1851      | 28 maart 1866     | W (1851–54)  | 1850           |
| 10     | 1856                                      | Solomon Foot                              | Solomon Foot (1802–1866)                  | 4 maart 1851      | 28 maart 1866     | W (1851–54)  |                |
| 10     | R (1854–66)                               | Solomon Foot                              | Solomon Foot (1802–1866)                  | 4 maart 1851      | 28 maart 1866     |              |                |
| 10     | 1862                                      | Solomon Foot                              | Solomon Foot (1802–1866)                  | 4 maart 1851      | 28 maart 1866     |              |                |
| Vacant |                                           |                                           |                                           |                   |                   |              |                |
| 11     |                                           | George Edmunds                            | George Edmunds (1828–1919)                | 3 april 1866      | 1 november 1891   | R            |                |
| 11     | R                                         | George Edmunds                            | George Edmunds (1828–1919)                | 3 april 1866      | 1 november 1891   | 1866         |                |
| 11     | R                                         | George Edmunds                            | George Edmunds (1828–1919)                | 3 april 1866      | 1 november 1891   | 1868         |                |
| 11     | R                                         | George Edmunds                            | George Edmunds (1828–1919)                | 3 april 1866      | 1 november 1891   | 1874         |                |
| 11     | R                                         | George Edmunds                            | George Edmunds (1828–1919)                | 3 april 1866      | 1 november 1891   | 1880         |                |
| 11     | R                                         | George Edmunds                            | George Edmunds (1828–1919)                | 3 april 1866      | 1 november 1891   | 1886         |                |
| 12     |                                           | Redfield Proctor                          | Redfield Proctor (1831–1908)              | 1 november 1891   | 4 maart 1908      | R            |                |
| 12     | R                                         | Redfield Proctor                          | Redfield Proctor (1831–1908)              | 1 november 1891   | 4 maart 1908      | 1892 (1)     |                |
| 12     | R                                         | Redfield Proctor                          | Redfield Proctor (1831–1908)              | 1 november 1891   | 4 maart 1908      | 1892 (2)     |                |
| 12     | R                                         | Redfield Proctor                          | Redfield Proctor (1831–1908)              | 1 november 1891   | 4 maart 1908      | 1898         |                |
| 12     | R                                         | Redfield Proctor                          | Redfield Proctor (1831–1908)              | 1 november 1891   | 4 maart 1908      | 1904         |                |
| Vacant |                                           |                                           |                                           |                   |                   |              |                |
| 13     |                                           | John Wolcott Stewart                      | John Wolcott Stewart (1825–1915)          | 24 maart 1908     | 20 oktober 1908   | R            |                |
| 14     |                                           | Carroll Page                              | Carroll Page (1843–1925)                  | 20 oktober 1908   | 4 maart 1923      | R            | 1908           |
| 14     | 1910                                      | Carroll Page                              | Carroll Page (1843–1925)                  | 20 oktober 1908   | 4 maart 1923      | R            |                |
| 14     | 1916                                      | Carroll Page                              | Carroll Page (1843–1925)                  | 20 oktober 1908   | 4 maart 1923      | R            |                |
| 15     |                                           | Frank Greene                              | Frank Greene (1870–1930)                  | 4 maart 1923      | 17 december 1930  | R            | 1922           |
| 15     | 1928                                      | Frank Greene                              | Frank Greene (1870–1930)                  | 4 maart 1923      | 17 december 1930  | R            |                |
| Vacant |                                           |                                           |                                           |                   |                   |              |                |
| 16     |                                           | Frank Partridge                           | Frank Partridge (1861–1943)               | 17 december 1930  | 1 april 1931      | R            |                |
| 17     |                                           | Warren Austin                             | Warren Austin (1877–1962)                 | 1 april 1931      | 1 augustus 1946   | R            | 1931           |
| 17     | 1934                                      | Warren Austin                             | Warren Austin (1877–1962)                 | 1 april 1931      | 1 augustus 1946   | R            |                |
| 17     | 1940                                      | Warren Austin                             | Warren Austin (1877–1962)                 | 1 april 1931      | 1 augustus 1946   | R            |                |
| Vacant |                                           |                                           |                                           |                   |                   |              |                |
| 18     |                                           | Ralph Flanders                            | Ralph Flanders (1880–1970)                | 1 november 1946   | 3 januari 1959    | R            |                |
| 18     | R                                         | Ralph Flanders                            | Ralph Flanders (1880–1970)                | 1 november 1946   | 3 januari 1959    | 1946         |                |
| 18     | R                                         | Ralph Flanders                            | Ralph Flanders (1880–1970)                | 1 november 1946   | 3 januari 1959    | 1952         |                |
| 19     |                                           | Winston Prouty                            | Winston Prouty (1907–1971)                | 3 januari 1959    | 10 september 1971 | R            | 1958           |
| 19     | 1964                                      | Winston Prouty                            | Winston Prouty (1907–1971)                | 3 januari 1959    | 10 september 1971 | R            |                |
| 19     | 1970                                      | Winston Prouty                            | Winston Prouty (1907–1971)                | 3 januari 1959    | 10 september 1971 | R            |                |
| Vacant |                                           |                                           |                                           |                   |                   |              |                |
| 20     |                                           | Robert Stafford                           | Robert Stafford (1913–2006)               | 17 september 1971 | 3 januari 1989    | R            |                |
| 20     | R                                         | Robert Stafford                           | Robert Stafford (1913–2006)               | 17 september 1971 | 3 januari 1989    | 1972         |                |
| 20     | R                                         | Robert Stafford                           | Robert Stafford (1913–2006)               | 17 september 1971 | 3 januari 1989    | 1976         |                |
| 20     | R                                         | Robert Stafford                           | Robert Stafford (1913–2006)               | 17 september 1971 | 3 januari 1989    | 1982         |                |
| 21     |                                           | Jim Jeffords                              | Jim Jeffords (1934–2014)                  | 3 januari 1989    | 3 januari 2007    | R (1989–01)  | 1988           |
| 21     | 1994                                      | Jim Jeffords                              | Jim Jeffords (1934–2014)                  | 3 januari 1989    | 3 januari 2007    | R (1989–01)  |                |
| 21     | 2000                                      | Jim Jeffords                              | Jim Jeffords (1934–2014)                  | 3 januari 1989    | 3 januari 2007    | R (1989–01)  |                |
| 21     | O (2001–07)                               | Jim Jeffords                              | Jim Jeffords (1934–2014)                  | 3 januari 1989    | 3 januari 2007    |              |                |
| 22     |                                           | Bernie Sanders                            | Bernie Sanders (1941)                     | 3 januari 2007    | heden             | O            | 2006           |
| 22     | 2012                                      | Bernie Sanders                            | Bernie Sanders (1941)                     | 3 januari 2007    | heden             | O            |                |
| 22     | 2018                                      | Bernie Sanders                            | Bernie Sanders (1941)                     | 3 januari 2007    | heden             | O            |                |
| 22     | 2024                                      | Bernie Sanders                            | Bernie Sanders (1941)                     | 3 januari 2007    | heden             | O            |                |

## Klasse III
| Nr.    | Senator voor Vermont Senator from Vermont | Senator voor Vermont Senator from Vermont | Senator voor Vermont Senator from Vermont | Ambtstermijn     | Ambtstermijn     | Partij(en)   | Verkiezing(en) |
| ------ | ----------------------------------------- | ----------------------------------------- | ----------------------------------------- | ---------------- | ---------------- | ------------ | -------------- |
| 1      |                                           | Stephen Bradley                           | Stephen Bradley (1754–1830)               | 16 oktober 1791  | 4 maart 1795     | DR           | 1791           |
| 2      |                                           | Elijah Paine                              | Elijah Paine (1757–1842)                  | 4 maart 1795     | 1 september 1801 | F            | 1794           |
| 2      | 1800                                      | Elijah Paine                              | Elijah Paine (1757–1842)                  | 4 maart 1795     | 1 september 1801 | F            |                |
| Vacant |                                           |                                           |                                           |                  |                  |              |                |
| 3      |                                           | Stephen Bradley                           | Stephen Bradley (1754–1830)               | 15 oktober 1801  | 4 maart 1813     | DR           | 1801           |
| 3      | 1806                                      | Stephen Bradley                           | Stephen Bradley (1754–1830)               | 15 oktober 1801  | 4 maart 1813     | DR           |                |
| 4      |                                           |                                           | Dudley Chase (1771–1846)                  | 4 maart 1813     | 3 november 1817  | DR           | 1812           |
| 5      |                                           | James Fisk                                | James Fisk (1752–1844)                    | 3 november 1817  | 8 januari 1818   | DR           | 1817           |
| Vacant |                                           |                                           |                                           |                  |                  |              | 1817           |
| 6      |                                           | William Adams Palmer                      | William Adams Palmer (1781–1860)          | 20 oktober 1818  | 4 maart 1825     | DR           | 1818 (1)       |
| 6      | 1818 (2)                                  | William Adams Palmer                      | William Adams Palmer (1781–1860)          | 20 oktober 1818  | 4 maart 1825     | DR           |                |
| 7      |                                           |                                           | Dudley Chase (1771–1846)                  | 4 maart 1825     | 4 maart 1831     | DR (1825–28) | 1802           |
| 7      | NR (1828–31)                              |                                           | Dudley Chase (1771–1846)                  | 4 maart 1825     | 4 maart 1831     |              | 1802           |
| 8      |                                           | Samuel Prentiss                           | Samuel Prentiss (1782–1857)               | 4 maart 1831     | 11 april 1842    | NR (1831–33) | 1831           |
| 8      | W (1833–42)                               | Samuel Prentiss                           | Samuel Prentiss (1782–1857)               | 4 maart 1831     | 11 april 1842    |              | 1831           |
| 8      | 1837                                      | Samuel Prentiss                           | Samuel Prentiss (1782–1857)               | 4 maart 1831     | 11 april 1842    |              |                |
| Vacant |                                           |                                           |                                           |                  |                  |              |                |
| 9      |                                           | Samuel Crafts                             | Samuel Crafts (1768–1853)                 | 22 april 1842    | 4 maart 1843     | W            |                |
| 9      | W                                         | Samuel Crafts                             | Samuel Crafts (1768–1853)                 | 22 april 1842    | 4 maart 1843     | 1842         |                |
| 10     |                                           | William Upham                             | William Upham (1792–1853)                 | 4 maart 1843     | 14 januari 1853  | W            | 1843           |
| 10     | 1848                                      | William Upham                             | William Upham (1792–1853)                 | 4 maart 1843     | 14 januari 1853  | W            |                |
| Vacant |                                           |                                           |                                           |                  |                  |              |                |
| 11     |                                           | Samuel Phelps                             | Samuel Phelps (1793–1855)                 | 14 januari 1853  | 16 maart 1854    | W            |                |
| Vacant |                                           |                                           |                                           |                  |                  |              |                |
| 12     |                                           | Lawrence Brainerd                         | Lawrence Brainerd (1794–1870)             | 14 oktober 1854  | 4 maart 1855     | FS           | 1854           |
| 13     |                                           | Jacob Collamer                            | Jacob Collamer (1791–1865)                | 4 maart 1855     | 9 november 1865  | R            | 1855           |
| 13     | 1861                                      | Jacob Collamer                            | Jacob Collamer (1791–1865)                | 4 maart 1855     | 9 november 1865  | R            |                |
| Vacant |                                           |                                           |                                           |                  |                  |              |                |
| 14     |                                           | Luke Poland                               | Luke Poland (1815–1887)                   | 20 november 1865 | 4 maart 1867     | R            |                |
| 14     | R                                         | Luke Poland                               | Luke Poland (1815–1887)                   | 20 november 1865 | 4 maart 1867     | 1866         |                |
| 15     |                                           | Justin Morrill                            | Justin Morrill (1810–1898)                | 4 maart 1867     | 28 december 1898 | R            | 1866           |
| 15     | 1872                                      | Justin Morrill                            | Justin Morrill (1810–1898)                | 4 maart 1867     | 28 december 1898 | R            |                |
| 15     | 1878                                      | Justin Morrill                            | Justin Morrill (1810–1898)                | 4 maart 1867     | 28 december 1898 | R            |                |
| 15     | 1884                                      | Justin Morrill                            | Justin Morrill (1810–1898)                | 4 maart 1867     | 28 december 1898 | R            |                |
| 15     | 1890                                      | Justin Morrill                            | Justin Morrill (1810–1898)                | 4 maart 1867     | 28 december 1898 | R            |                |
| 15     | 1896                                      | Justin Morrill                            | Justin Morrill (1810–1898)                | 4 maart 1867     | 28 december 1898 | R            |                |
| Vacant |                                           |                                           |                                           |                  |                  |              |                |
| 16     |                                           | Johnathan Ross                            | Johnathan Ross (1826–1905)                | 10 januari 1899  | 18 oktober 1900  | R            |                |
| 17     |                                           | William Dillingham                        | William Dillingham (1843–1923)            | 18 oktober 1900  | 12 juli 1923     | R            | 1900           |
| 17     | 1902                                      | William Dillingham                        | William Dillingham (1843–1923)            | 18 oktober 1900  | 12 juli 1923     | R            |                |
| 17     | 1908                                      | William Dillingham                        | William Dillingham (1843–1923)            | 18 oktober 1900  | 12 juli 1923     | R            |                |
| 17     | 1914                                      | William Dillingham                        | William Dillingham (1843–1923)            | 18 oktober 1900  | 12 juli 1923     | R            |                |
| 17     | 1920                                      | William Dillingham                        | William Dillingham (1843–1923)            | 18 oktober 1900  | 12 juli 1923     | R            |                |
| Vacant |                                           |                                           |                                           |                  |                  |              |                |
| 18     |                                           | Porter Dale                               | Porter Dale (1867–1933)                   | 7 november 1923  | 6 oktober 1933   | R            | 1923           |
| 18     | 1926                                      | Porter Dale                               | Porter Dale (1867–1933)                   | 7 november 1923  | 6 oktober 1933   | R            |                |
| 18     | 1932                                      | Porter Dale                               | Porter Dale (1867–1933)                   | 7 november 1923  | 6 oktober 1933   | R            |                |
| Vacant |                                           |                                           |                                           |                  |                  |              |                |
| 19     |                                           | Ernest Gibson I                           | Ernest Gibson I (1872–1940)               | 20 november 1933 | 20 juni 1940     | R            |                |
| 19     | R                                         | Ernest Gibson I                           | Ernest Gibson I (1872–1940)               | 20 november 1933 | 20 juni 1940     | 1934         |                |
| 19     | R                                         | Ernest Gibson I                           | Ernest Gibson I (1872–1940)               | 20 november 1933 | 20 juni 1940     | 1938         |                |
| Vacant |                                           |                                           |                                           |                  |                  |              |                |
| 20     |                                           | Ernest Gibson II                          | Ernest Gibson II (1901–1969)              | 24 juni 1940     | 3 januari 1941   | R            |                |
| Vacant | Vacant                                    | Vacant                                    | Vacant                                    | Vacant           | Vacant           | Vacant       | 1940           |
| 21     |                                           | George Aiken                              | George Aiken (1892–1984)                  | 10 januari 1941  | 3 januari 1975   | R            | 1940           |
| 21     | 1944                                      | George Aiken                              | George Aiken (1892–1984)                  | 10 januari 1941  | 3 januari 1975   | R            |                |
| 21     | 1950                                      | George Aiken                              | George Aiken (1892–1984)                  | 10 januari 1941  | 3 januari 1975   | R            |                |
| 21     | 1956                                      | George Aiken                              | George Aiken (1892–1984)                  | 10 januari 1941  | 3 januari 1975   | R            |                |
| 21     | 1962                                      | George Aiken                              | George Aiken (1892–1984)                  | 10 januari 1941  | 3 januari 1975   | R            |                |
| 21     | 1968                                      | George Aiken                              | George Aiken (1892–1984)                  | 10 januari 1941  | 3 januari 1975   | R            |                |
| 22     |                                           | Patrick Leahy                             | Patrick Leahy (1940)                      | 3 januari 1975   | 3 januari 2023   | D            | 1974           |
| 22     | 1980                                      | Patrick Leahy                             | Patrick Leahy (1940)                      | 3 januari 1975   | 3 januari 2023   | D            |                |
| 22     | 1986                                      | Patrick Leahy                             | Patrick Leahy (1940)                      | 3 januari 1975   | 3 januari 2023   | D            |                |
| 22     | 1992                                      | Patrick Leahy                             | Patrick Leahy (1940)                      | 3 januari 1975   | 3 januari 2023   | D            |                |
| 22     | 1998                                      | Patrick Leahy                             | Patrick Leahy (1940)                      | 3 januari 1975   | 3 januari 2023   | D            |                |
| 22     | 2004                                      | Patrick Leahy                             | Patrick Leahy (1940)                      | 3 januari 1975   | 3 januari 2023   | D            |                |
| 22     | 2010                                      | Patrick Leahy                             | Patrick Leahy (1940)                      | 3 januari 1975   | 3 januari 2023   | D            |                |
| 22     | 2016                                      | Patrick Leahy                             | Patrick Leahy (1940)                      | 3 januari 1975   | 3 januari 2023   | D            |                |
| 23     |                                           | Peter Welch                               | Peter Welch (1947)                        | 3 januari 2023   | heden            | D            | 2022           |

Alabama: Tuberville (R) · Britt (R)
Alaska: Murkowski (R) · Sullivan (R)
Arizona: Kelly (D) · Gallego (D)
Arkansas: Boozman (R) · Cotton (R)
Californië: Padilla (D) · Schiff (D)
Colorado: Bennet (D) · Hickenlooper (D)
Connecticut: Blumenthal (D) · Murphy (D)
Delaware: Coons (D) · Blunt Rochester (D)
Florida: R. Scott (R) · Moody (R)
Georgia: Ossoff (D) · Warnock (D)
Hawaï: Schatz (D) · Hirono (D)
Idaho: Crapo (R) · Risch (R)
Illinois: Durbin (D) · Duckworth (D)
Indiana: Young (R) · Banks (R)
Iowa: Grassley (R) · Ernst (R)
Kansas: Moran (R) · Marshall (R)
Kentucky: McConnell (R) · Paul (R)
Louisiana: Cassidy (R) · Kennedy (R)
Maine: Collins (R) · King (O)
Maryland: Van Hollen (D) · Alsobrooks (D)
Massachusetts: Warren (D) · Markey (D)
Michigan: Peters (D) · Slotkin (D)
Minnesota: Klobuchar (D) · Smith (D)
Mississippi: Wicker (R) · Hyde-Smith (R)
Missouri: Hawley (R) · Schmitt (R)
Montana: Daines (R) · Sheehy (R)
Nebraska: Fischer (R) · Ricketts (R)
Nevada: Cortez Masto (D) · Rosen (D)
New Hampshire: Shaheen (D) · Hassan (D)
New Jersey: Booker (D) · Kim (D)
New Mexico: Heinrich (D) · Luján (D)
New York: Schumer (D) · Gillibrand (D)
North Carolina: Tillis (R) · Budd (R)
North Dakota: Hoeven (R) · Cramer (R)
Ohio: Moreno (R) · Husted (R)
Oklahoma: Lankford (R) · Mullin (R)
Oregon: Wyden (D) · Merkley (D)
Pennsylvania: Fetterman (D) · McCormick (R)
Rhode Island: Reed (D) · Whitehouse (D)
South Carolina: Graham (R) · T. Scott (R)
South Dakota: Thune (R) · Rounds (R)
Tennessee: Blackburn (R) · Hagerty (R)
Texas: Cornyn (R) · Cruz (R)
Utah: Lee (R) · Curtis (R)
Vermont: Sanders (O) · Welch (D)
Virginia: Warner (D) · Kaine (D)
Washington: Murray (D) · Cantwell (D)
West Virginia: Moore Capito (R) · Justice (R)
Wisconsin: Johnson (R) · Baldwin (D)
Wyoming: Barrasso (R) · Lummis (R)
(D): Democraat · (R): Republikein · (O): Onafhankelijk